# 拉普埃夫拉
拉普埃夫拉（西班牙語：La Puebla）是西班牙巴利阿里群岛的一个市镇。总面积49平方公里，总人口10388人（2001年），人口密度212人/平方公里。